# Tersilochus longicornis
Tersilochus longicornis là một loài tò vò trong họ Ichneumonidae.